# 特別補佐
特別補佐（とくべつほさ）とは、業務の遂行において、特別な業務を果たすために設けられる役職のこと。補佐は、役員や部長、課長、室長などの管理職の日常業務を補うことを目的として業務を行うことが多い。一方、特別補佐は、主に役員などのエグゼクティブな役職の業務について、その役職の命（特命）によって業務を補うことが多い。そのため、補佐はその組織の一員に命ぜられることが多いが、特別補佐は組織外の者を非常勤で任命することもある。

## 政党における特別補佐
- 自由民主党には、「総裁特別補佐」・「総裁外交特別補佐」・「副総裁特別補佐」・「幹事長特別補佐」・「政調会長特別補佐」などの特別補佐職がある[1]。
- 旧立憲民主党においても一時「代表特別補佐」の役職が置かれていたことがある。また新進党においても「党首特別補佐」という呼称の役職が置かれていたことがある。

### 自由民主党総裁特別補佐
2008年設置。総裁に助言し、支える役職となっている。
| 自由民主党総裁特別補佐 | 自由民主党総裁特別補佐 | 自由民主党総裁特別補佐 | 自由民主党総裁特別補佐 | 自由民主党総裁特別補佐 |
| 代                     | 氏名                   | 在任期間               | 在任中の総裁           | 所属派閥               |
| ---------------------- | ---------------------- | ---------------------- | ---------------------- | ---------------------- |
| 1                      | 島村宜伸               | 2008年-2009年          | 麻生太郎               | 無派閥                 |
| 2                      | 逢沢一郎               | 2011年-2012年          | 谷垣禎一               | 古賀派                 |
| 3                      | 加藤勝信               | 2012年                 | 安倍晋三               | 額賀派                 |
| 4                      | 萩生田光一             | 2013年-2015年          | 安倍晋三               | 町村派→細田派          |
| 5                      | 下村博文               | 2015年-2016年          | 安倍晋三               | 細田派                 |
| 6                      | 西村康稔               | 2016年-2017年          | 安倍晋三               | 細田派                 |
| 7                      | 柴山昌彦               | 2017年-2018年          | 安倍晋三               | 細田派                 |
| 8                      | 稲田朋美               | 2018年-2019年          | 安倍晋三               | 細田派                 |
| 9                      | 吉田博美               | 2019年                 | 安倍晋三               | 竹下派                 |
| 10                     | 高鳥修一               | 2019年-2020年          | 安倍晋三 →菅義偉       | 細田派                 |
| 11                     | 國場幸之助             | 2022年-現在            | 岸田文雄→石破茂        | 岸田派→無派閥          |

### 自由民主党総裁外交特別補佐
2017年に置かれた総裁外交特別補佐は、総裁の指示に基づいて議員外交を行う役職である。
| 自由民主党総裁外交特別補佐 | 自由民主党総裁外交特別補佐 | 自由民主党総裁外交特別補佐 | 自由民主党総裁外交特別補佐 | 自由民主党総裁外交特別補佐 |
| 代                         | 氏名                       | 在任期間                   | 在任中の総裁               | 所属派閥                   |
| -------------------------- | -------------------------- | -------------------------- | -------------------------- | -------------------------- |
| 1                          | 河井克行                   | 2017年-2019年              | 安倍晋三                   | 無派閥                     |
| 2                          | 薗浦健太郎                 | 2019年-2020年              | 安倍晋三                   | 麻生派                     |

### （旧）立憲民主党代表特別補佐
旧立憲民主党において、統一会派を組む無所属フォーラムの所属議員である小川淳也が立憲民主党代表特別補佐を務めた。
| 立憲民主党代表特別補佐 | 立憲民主党代表特別補佐 | 立憲民主党代表特別補佐 | 立憲民主党代表特別補佐 | 立憲民主党代表特別補佐 |
| 代                     | 氏名                   | 在任期間               | 在任中の代表           | 所属派閥               |
| ---------------------- | ---------------------- | ---------------------- | ---------------------- | ---------------------- |
| 1                      | 小川淳也               | 2019年-2020年          | 枝野幸男               | 無所属フォーラム       |

## 独立行政法人、国立研究開発法人における特別補佐
- 独立行政法人医薬品医療機器総合機構（PMDA）では、特定の分野の業務に係る方針について理事長への助言を求めるため、「理事長特別補佐」として、学識経験を有する者のうちから若干名を委嘱している。任期1年は再任は可能であるが、同機構は医薬品や医療機器の審査などを行う組織であるため、薬事関係企業の役職員等に就いている者は選ばれない。また、薬事関係企業からの寄付金等の受取状況については提出を求めることになっている[3]。
- 国立研究開発法人理化学研究所では、「理事長の命を受けて、特命事項について、理事長を補佐する」とされている[4]。

## 企業における特別補佐
- JR西日本では、4名の社長特別補佐が置かれており、安全監査役的役割や安全・事故防止の伝道師という役割を担っている[5]。これは、2005年4月に発生したJR福知山線脱線事故の影響を受けて、同社の安全管理の徹底と向上を担うために特命的な役職として運用されている[6]。

## 大学における特別補佐
- 大学の場合、学長（総長）や理事長など、その組織のトップの特別な補佐職として置かれることが多い。例えば国立大学法人である東北大学の総長の場合は、規程により学内の教授から選ばれる[7]。他方、岡山大学では教育や研究などの特定分野において、高い知見を有する学外の者を学長の諮問に応じて意見を述べる立場として置いている[8]。
- 私立大学の場合、理事長特別補佐は経営に関する特命事項を、学長特別補佐は教学に関する特命事項を担うことが多い。国立大学法人の場合「理事長＝学長」であるが、私立大学の場合は理事長が経営、学長が教学を担うという区別がはっきりしているためである。